# SBDS
SBDS (англ. SBDS, ribosome maturation factor) – білок, який кодується однойменним геном, розташованим у людей на короткому плечі 7-ї хромосоми. Довжина поліпептидного ланцюга білка становить 250 амінокислот, а молекулярна маса — 28 764.
| 10         |  | 20         |  | 30         |  | 40         |  | 50         |
| ---------- |  | ---------- |  | ---------- |  | ---------- |  | ---------- |
| MSIFTPTNQI |  | RLTNVAVVRM |  | KRAGKRFEIA |  | CYKNKVVGWR |  | SGVEKDLDEV |
| LQTHSVFVNV |  | SKGQVAKKED |  | LISAFGTDDQ |  | TEICKQILTK |  | GEVQVSDKER |
| HTQLEQMFRD |  | IATIVADKCV |  | NPETKRPYTV |  | ILIERAMKDI |  | HYSVKTNKST |
| KQQALEVIKQ |  | LKEKMKIERA |  | HMRLRFILPV |  | NEGKKLKEKL |  | KPLIKVIESE |
| DYGQQLEIVC |  | LIDPGCFREI |  | DELIKKETKG |  | KGSLEVLNLK |  | DVEEGDEKFE |
|            |  |            |  |            |  |            |  |            |

A: Аланін

C: Цистеїн

D: Аспарагінова кислота

E: Глутамінова кислота

F: Фенілаланін

G: Гліцин

H: Гістидин

I: Ізолейцин

K: Лізин

L: Лейцин

M: Метіонін

N: Аспарагін

P: Пролін

Q: Глутамін

R: Аргінін

S: Серин

T: Треонін

V: Валін

W: Триптофан

Задіяний у таких біологічних процесах, як біогенез рибосом, ацетилювання. 
Локалізований у цитоплазмі, цитоскелеті, ядрі.